# تری سترن
تری ساوترن (۱ مه ۱۹۲۴ - ۲۹ اکتبر ۱۹۹۵) رمان‌نویس، مقاله‌نویس، فیلمنامه‌نویس و مدرس دانشگاه آمریکایی بود که به خاطر سبک طنز متمایزش شناخته می‌شد. ساوترن که بخشی از جنبش ادبی پس از جنگ پاریس در دهه ۱۹۵۰ و همراه نویسندگان بیت در گرینویچ ویلیج بود، در دهه ۱۹۶۰ نیز در مرکز لندنِ در حال تغییر قرار داشت و به تغییر سبک و محتوای فیلم‌های آمریکایی در دهه ۱۹۷۰ کمک کرد. او در دهه ۱۹۸۰ برای مدت کوتاهی برای برنامه «شنبه شب زنده» مطلب می‌نوشت.
ساوترن در آلوارادو، تگزاس متولد شد. او در سال ۱۹۴۱ از دبیرستان سانست در دالاس، تگزاس فارغ‌التحصیل شد. او به مدت یک سال در رشته پیش‌پزشکی در کالج کشاورزی شمال تگزاس تحصیل کرد و سپس به دانشگاه متودیست جنوبی منتقل شد و در آنجا به پرورش علاقه خود به ادبیات ادامه داد. از سال ۱۹۴۳ تا ۱۹۴۵، او در طول جنگ جهانی دوم به عنوان تکنسین تخریب در ارتش ایالات متحده خدمت کرد. او که در ردینگ، انگلستان با گروهان چهارم و پنجم کوارترمستر مستقر بود (که امکان حمله‌های مکرر به لندن را فراهم می‌کرد)، نشان ستاره برنزی و مدال رفتار خوب را کسب کرد. در پاییز ۱۹۴۶، او تحصیلات خود را در دانشگاه شیکاگو از سر گرفت و سپس به دانشگاه نورث وسترن منتقل شد و در سال ۱۹۴۸ مدرک کارشناسی خود را در رشته فلسفه دریافت کرد.